# Anselme Gaëtan Desmarest
Anselme Gaëtan Desmarest (6 de marzo de 1784 - 4 de junio de 1838) fue un zoólogo y escritor francés. Era hijo de Nicolas Desmarest.
Desmarest publicó:
- Histoire Naturelle des Tangaras, des Manakins et des Todiers (1805)
- Considérations générales sur la classe des crustacés (1825)
- Dictionnaire des Sciences Naturelles (1816-1830), con André Marie Constant Duméril.

## Abreviatura (zoología)
La abreviatura Desmarest  se emplea para indicar a Anselme Gaëtan Desmarest como autoridad en la descripción y taxonomía en zoología.

- Datos: Q33528
- Multimedia: Anselme Gaëtan Desmarest / Q33528
- Especies: Anselme Gaëtan Desmarest